# Wilma
Pour les articles homonymes, voir Wilma (homonymie).
Wilma est un prénom féminin qui signifie protecteur. Il est l'abréviation du prénom allemand Wilhelmina, qui est parfois francisé par Wilhelmine.
Son pendant masculin est Will, abrégé de William.